# Kazimierz Galus
Kazimierz Galus (ur. 1914, zm. 1999) – polski działacz ludowy, żołnierz Batalionów Chłopskich.

## Życiorys
Urodził się 8 marca 1914 r. w Zborowie, w rodzinie chłopskiej. Po ukończeniu szkoły powszechnej wstąpił do ZMW RP „Wici”. W latach 1936–38 odbył służbę wojskową w jednostce KOP. W czasie  wojny obronnej w 1939 r. walczył z Niemcami pod Przemyślem a po 17 września dostał się do niewoli radzieckiej, ale jako prosty żołnierz został zwolniony i wrócił do Zborowa. Wstąpił do tworzonych Batalionów Chłopskich, przyjął pseudonim „Grudzień „ i został powołany na stanowisko komendanta gminnego BCh. 25 lipca 1944 r. brał udział w akcji likwidacji posterunku żandarmerii niemieckiej w Nowym Korczynie. W czasie bitwy z Niemcami pod Słupią Pacanowską 2 sierpnia 1944 r. dowodził oddziałem BCh. Po zakończeniu okupacji niemieckiej brał udział w tworzeniu Milicji Obywatelskiej a jako członek komisji do spraw reformy rolnej, dzielił ziemię między bezrolnych i małorolnych chłopów. W 1946 r. jako prezes koła PSL  został zatrzymany przez Urząd Bezpieczeństwa, i zwolniony z aresztu dopiero po zakończeniu referendum. Za działalność w ruchu ludowym i walkę o wolność Ojczyzny został odznaczony: Medalem Zwycięstwa i Wolności, Krzyżem Partyzanckim, Krzyżem BCh, Złotym Krzyżem Zasługi oraz krzyżami kawalerskim i oficerskim Orderu Odrodzenia Polski. Kazimierz Galus zmarł 15 stycznia 1999 r..